# کاردام (استان ترگوویشته)
کاردام (به بلغاری: Kardam) یک منطقهٔ مسکونی در بلغارستان است که در استان ترگوویشته واقع شده‌است. کاردام  ۱٬۵۶۸ نفر جمعیت دارد.